# سوندرا بيترسون
سوندرا بيترسون (بالإنجليزية: Sondra Peterson)‏ هي عارضة أمريكية، ولدت في 1935 في كانساس سيتي في الولايات المتحدة.